# Bergame
Bergame es una parroquia del concejo de Cangas del Narcea, en el Principado de Asturias (España). Alberga una población de 79 habitantes
(INE 2013)
en 27 viviendas.

Ocupa una extensión de 4,93 km².
Está situada en la zona central del concejo, aproximadamente a 10 km de la capital, Cangas del Narcea.
Limita al norte con la parroquia de Coto / Abanceña;
al oeste, con la de La Regla de Perandones / La Riela;
al sureste y sur, con la de Cibuyo;
y al suroeste y oeste con la de Agüera del Coto / Auguera.

## Localidades
Según el nomenclátor de 2013 la parroquia está formada por las poblaciones de:
- Bergame de Abajo (oficialmente, en asturiano, Bergame d'Abaxu)[4] (aldea): 7 habitantes.
- Bergame de Arriba (Bergame d'Arriba) (aldea): 17 habitantes.
- El Cadaleito (El Cadaḷḷeitu) (aldea): deshabitado.
- Tremado del Coto (Tremáu del Coutu) (aldea): 19 habitantes.
- Villar de Bergame (Viḷḷar de Bergame) (aldea): 36 habitantes.